# Lorenzo Patta
Lorenzo Patta (* 23. Mai 2000 in Oristano) ist ein italienischer Leichtathlet, der sich auf die Sprintdisziplinen spezialisiert hat. 2021 gewann er mit der 4-mal-100-Meter-Staffel die Goldmedaille bei den Olympischen Sommerspielen in Tokio. 2023 wurde er mit der italienischen Sprintstaffel Vizeweltmeister bei den Weltmeisterschaften in Budapest.

## Leben
Lorenzo Patta spielte zunächst Fußball beim Club La Palma Monte Urpinu auf der Position des Flügelspielers, bis er 2016 im Rahmen eines Schulwettkampfes die Leichtathletik für sich entdeckte. Ab 2018 fokussierte er sich dann vollständig auf die Leichtathletik und trainierte fortan unter der Anleitung von Francesco Garau. Patta legte an einer Sportschule das Abitur ab. Er lebt und trainiert bis heute in seiner Geburtsstadt Oristano.

## Sportliche Laufbahn
2016 trat Patta in seinen ersten Sprintwettkämpfen gegen die nationale Konkurrenz an. Bei den Italienischen U18-Meisterschaften belegte er im Juni den vierten Platz. Seine erste Saisonbestleistung stellte er mit 11,13 s auf, wenngleich er windunterstützt, später auch noch unter elf Sekunden blieb. 2017 gewann er in der gleichen Altersklasse die Bronzemedaille im 60-Meter-Lauf bei den Hallenmeisterschaften. Im Sommer trat er über 100 und 200 Meter an und stellte über beide Distanzen neue Bestleistungen auf. Über 100 Meter gewann er in 10,71 s die Silbermedaille, über 200 Meter in 21,45 s die Goldmedaille. 2018 stieg Patta in die Altersklasse U20 auf. Anfang Juni gewann er mit Bestzeiten von 10,37 s und 21,11 s jeweils die Goldmedaille über 100 und 200 Meter bei den nationalen Meisterschaften. Damit qualifizierte er sich für die U20-Weltmeisterschaften in Tampere. Dort trat er zunächst im 200-Meter-Lauf an und erreichte mit einer neuen Bestzeit das Halbfinale. Darin verpasste er als Dritter seines Laufes knapp den Einzug in das Finale. Einen Tag später bestritt er den Vorlauf mit der 4-mal-100-Meter-Staffel und erreichte mit ihr als Zeitschnellste des Vorlaufes das Finale, in dem die italienische Staffel das Rennen anschließend nicht beenden konnte.
2019 trat Patta zum ersten Mal bei den Italienischen Hallenmeisterschaften der Erwachsenen an und belegte im 60-Meter-Lauf den sechsten Platz. Im Juli trat er als Teil der italienischen Sprintstaffel bei den U20-Europameisterschaften in Schweden an und konnte mit ihr die Silbermedaille gewinnen. 2020 gewann er bei den Italienischen Meisterschaften mit neuer Bestzeit von 10,31 s die Goldmedaille im 100-Meter-Lauf. 2021 steigerte er sich im Mai in Savon auf 10,13 s. Anschließend reiste er als Startläufer der italienischen 4-mal-100-Metter-Staffel zu den Olympischen Sommerspielen nach Tokio. Als Drittplatzierte des Vorlaufes zog man in das Finale ein, in dem man überraschend mit Nationalrekord von 37,50 s die Goldmedaille gewinnen konnte. 2022 startete er mit der 4-mal-100-Meter-Staffel bei seinen ersten Weltmeisterschaften. Die vier italienischen Athleten liefen im Vorlauf 38,74 s, womit sie als Siebte ihres Laufes den Einzug in das Finale verpassten.
Bei der Team-Europameisterschaft im Rahmen der Europaspiele 2023 gewann er mit der Staffel die Silbermedaille. Im gleichen Jahr gewann Patta, zusammen mit der italienischen Sprintstaffel, die Silbermedaille bei den Weltmeisterschaften in Budapest.

## Wichtige Wettbewerbe
| Jahr                | Veranstaltung             | Ort                 | Platz               | Disziplin           | Zeit/Weite          |
| Startet für Italien | Startet für Italien       | Startet für Italien | Startet für Italien | Startet für Italien | Startet für Italien |
| ------------------- | ------------------------- | ------------------- | ------------------- | ------------------- | ------------------- |
| 2018                | U20-Weltmeisterschaften   | Tampere             | 10.                 | 200 m               | 21,18 s             |
| 2018                | U20-Weltmeisterschaften   | Tampere             |                     | 4 × 100 m           | DNF (Finale)        |
| 2019                | U20-Europameisterschaften | Borås               | 2.                  | 4 × 100 m           | 39,89 s             |
| 2021                | Olympische Sommerspiele   | Tokio               | 1.                  | 4 × 100 m           | 37,50 s             |
| 2022                | Weltmeisterschaften       | Eugene              | 10.                 | 4 × 100 m           | 38,74 s             |
| 2023                | Weltmeisterschaften       | Budapest            | 2.                  | 4 × 100 m           | 37,62 s             |

## Persönliche Bestleistungen
Freiluft
- 100 m: 10,13 s, 13. Mai 2021, Savona
- 200 m: 20,91 s, 9. Juni 2022, Rom

Halle
- 60 m: 6,75 s, 3. Februar 2018, Ancona